# Rika Steyaert
 (août 2012).
Si vous disposez d'ouvrages ou d'articles de référence ou si vous connaissez des sites web de qualité traitant du thème abordé ici, merci de compléter l'article en donnant les références utiles à sa vérifiabilité et en les liant à la section « Notes et références ».
Rika Steyaert, née à Bruxelles le 21 avril 1925 et décédée le 3 avril 1995, est une femme politique belge.
Elle occupe, de 1979 à 1981, le poste de secrétaire d'État aux Affaires communautaires néerlandaises, au sein des gouvernements Martens I, II et III.

## Annexe
- Ressource relative à la vie publique :   - Parlement flamand
- Ressource relative à plusieurs domaines :   - ODIS